# Аналогія (мовознавство)
Аналогія в мовознавстві — спосіб утворення мовної форми за моделлю іншої, уподібнення форм одна одній за якоюсь ознакою.
Може полягати в:
1. переносі структурних особливостей одної мовної одиниці на іншу;
2. уподібненні форм;
3. переносі відношень з одної групи мовних одиниць на іншу (наприклад, утворення пари «кіт»/«котик» за зразком «дім»/«домик»).

Аналогія сприяє одноманітності в мові, усуваючи і згладжуючи відмінності звукової форми, що утворюються при відмінюванні того ж слова і спричинені дією фонетичних законів.

## Класифікація
О. С. Кубрякова виділяє кілька типів аналогії:
- За лексичним зразком. Згідно з Р. Г. Гатаулліним, словотвір за аналогією полягає в заміні одної з компонент похідного або складного слова на протилежну, або навпаки схожу за сенсом[1]
- За словотворчим рядом (наприклад, фр. discothèque утворена за зразком bibliothèque).
- За відтворенням парадигми (наприклад, змішування типів відмінювання у давньоруській мові)

## Приклади

### Українська мова

#### Граматична аналогія
- Форми множини типу відмінювання з основою на *-ŭ (д.-рус. сынове, медове, домове та ін.) змінилися на сучасні сини, меди, доми за аналогією до типу відмінювання з основою на *-ŏ (д.-рус. городи, брати, столи), а також під впливом форм знахідного відмінка обох типів (д.-рус. сыны, меды, домы, городы, браты, столы).
- Форми родового відмінка множини іменників чоловічого роду, що збігалися з формами називного однини (д.-рус. городъ, братъ, другъ, столъ) змінилися на сучасні городів, братів, друзів, столів за аналогією до закінчень типу відмінювання з основою на *-ŭ (д.-рус. сыновъ, медовъ, домовъ). У сучасній мові давній спосіб утворення родового множини чоловічого роду цього типу зберігає лише слово чобіт.
- Форми орудного відмінка множини типів відмінювання з основами на *-ŏ і на приголосний (д.-рус. городы, браты, столы, селы, вороты, имены, ягнѧты, словесы) змінилися на сучасні городами, братами, столами, селами, воротами, іменами, ягнятами за аналогією до типу відмінювання з основою на *-ā (д.-рус. рыбами, руками, кънѧгынями)
- Форми множини підтипу з основою на *-s (д.-рус. словеса, тѣлеса, колеса) змінилися на сучасні слова, тіла, кола під впливом типу відмінювання з основою на *-ŏ (д.-рус. села, мѣста, поля). Часто вживана форма множини колеса за аналогією до того ж типу утворила нову форму однини — колесо.
- Іменники давнього типу з основою на *-ĭ мали закінчення родового -и і в жіночому, і в чоловічому роді. Надалі іменники чоловічого роду цього типу набули нового закінчення -я (за аналогією до типу з основою на *-ŏ), але слова гусь і путь перейшли в жіночий рід і зберегли давню флексію за аналогією до іменників цього роду.
- Праслов'янські форми називного відмінка слів *ljuby і *kry змінилися на сучасні любов і кров під впливом форм знахідного *ljubъvь і *krъvь.
- Форми іменників при числівнику «два» із закінченням двоїни -а (д.-рус. дъва города, дъва брата, дъва стола) і -ѣ (д.-рус. дъвѣ сестрѣ, дъвѣ рыбѣ) змінилися на сучасні два городи, два брати, два столи, дві сестри за аналогією до форм іменників при числівниках «три», «чотири» (д.-рус. триє городи, три сестры, четыре брати, четыри рыбы). Не виключений вплив форм двоїни іменників з основою на *-ŭ (д.-рус. дъва сыны, дъва домы, але триє сынове, четыре домове), які, у свою чергу, при числівниках «три» і «чотири» набули нових закінчень за аналогією до слів попереднього типу. Наголос при цьому змістився за аналогією до форм родового однини (брати́ — бра́та — два бра́ти, сини́ — си́на — два си́ни).
- У колишніх слів давнього типу відмінювання на *-ŏ форми множини називного відмінка рефлексами другої палаталізації перед закінченнями (д.-рус. внуци, ворози, вълци, дуси) замінилися на форми з непалаталізованими задньоязиковими (внуки, вороги, вовки, духи) — за аналогією до форм знахідного множини (д.-рус. внукы, ворогы, вълкы, духы); давню форму називного відмінка зберегло лише слово друзі. Так само змінилися в слів цього типу і форми з палаталізованими в місцевому множини (д.-рус. внуцѣхъ, ворозѣхъ, вълцѣхъ, дусѣхъ) на сучасні із задньоязиковими (внуках, ворогах, вовках, духах) — за аналогією до форм місцевого множини типу з основою на *-ā.
- Закінчення інфінітива з рефлексами першої палаталізації праслов'янського закінчення *-gt-, *-kt- (д.-рус. речи, лечи, бѣчи, мочи, печи) змінилися непалаталізованими закінченнями (ректи, лягти, бігти, могти, пекти) — за аналогією до закінчень більшості дієслів. Нові форми стали ідентичні прасл. *rekti, *legti, *běgti, *mogti, *pekti.
- Слова «стремено» і «рамено» утворилися від форм непрямих відмінків прасл. *(s)tremę, *ramę із суфіксом-нарощенням -en-; а закінчення -о з'явилося за аналогією до більшості слів середнього роду.
- Аналогія спричинює коливання у відмінюванні і в сучасній мові. Наприклад, слова IV відміни ім'я, вим'я, плем'я, сі́м'я часто утворюють форми родового, давального і місцевого однини ім'я/ім'ю/ім'ї, вим'я/вим'ю/вим'ї, плем'я/плем'ю/плем'ї, сім'я/сім'ю/сім'ї — за аналогією до іменників II відміни м'якої групи (ганчір'я, рам'я, руб'я, сім'я́).
- Сполучення прийменника по з формами давального відмінка у позначеннях місця пересування у просторі (д.-рус. по морямъ, по полямъ) замінилися на форми місцевого (по морях, по полях) — за аналогією до конструкцій, що позначають слідування у часі або просторі (д.-рус. по слѣдахъ, по ихъ).

#### Словотвірна аналогія
- Слово «коклюш» (від фр. coqueluche) у розмовній мові змінилося на «кашлюк»: за аналогією до «кашель».
- Прийменник отъ отримав дзвінку вимову приголосного ([t] > [d]), набувши форми од — за аналогією до прийменників над, під. Сучасна форма від виникла внаслідок протези.
- Слово «виделка» походить від пол. widelec, що набуло нового закінчення за аналогією до питомо українського «вилка».
- Хоронім «Польща», а також назви цієї країни в деяких інших слов'янських мовах (біл. Польшча, рос. Польша, болг. Полша) походять від Polszcze — старопольської форми місцевого відмінка пол. Polska, що утворила в них нову форму називного за аналогією до слів з прикінцевими -ща, -ша.

### Російська мова
- Форми множини типу відмінювання з основою на *-ŭ (д.-рус. сынове, медове, домове) змінилися по-різному залежно від моделі уподібнення. Форма сынове перетворилася на сыновья за аналогією до братья, яке за походженням являє собою збірний іменник однини (пор. укр. браття); форма медове — на меды за аналогією до форми знахідного відмінка; форма домове — на дома за аналогією до форм множини середнього роду.
- Форми множини слів друг, муж і зять (д.-рус. друзи, мужи, зѧти) змінилися на друзья, мужья, зятья: за аналогією до братья, сыновья.
- Форми іменників при числівниках «три» і «четыре» (д.-рус. триє городи, триє столи, четыре брати) змінилися на сучасні три города, четыре брата за аналогією до форм іменників при числівнику «два» (д.-рус. дъва города, дъва брата, дъва стола). Давні форми іменників з основою на *-ŭ при числівниках «два» (д.-рус. дъва сыны, дъва домы) і «три», «четыре» (триє сынове, четыре домове) змінилися на сучасні два сына, два дома, три сына, четыре дома під впливом форм двоїни типу з основою на *-ŏ.
- Праслов'янські форми називного відмінка слів *ljuby, *kry, *svekry, *bry, *cьrky і *xorǫgy змінилися на сучасні любовь, кровь, свекровь, бровь, церковь, хоругвь під впливом форм знахідного *ljubъvь, *krъvь, *svekrъvь, *brъvь, *cьrkъvь і *xorǫgъvь.
- Форми давального і місцевого відмінків з рефлексами другої палаталізації перед закінченнями (д.-рус. друзѣ, руцѣ, дусѣ) замінилися формами з непалаталізованими задньоязиковими (друге, руке, духе) за аналогією до основ інших відмінків. Аналогічне явище відбулося і в словацькій мові.
- В атематичних дієслів особове закінчення II особи однини -си (д.-рус. даси, ѣси) і множини -сте (д.-рус. дасте, ѣсте) змінилися на -шь (дашь, ешь) і -ите (дадите, едите) — за аналогією до закінчень більшості дієслів.
- Сполучення прийменника по з формами місцевого відмінка у конструкціях, що позначають слідування у часі або просторі, спрямування дії, почуття (д.-рус. по слѣдахъ, по ихъ) замінилися на форми давального (идти по следам, скучать по ним, стрелять по ним) — за аналогією до конструкцій для позначення місця пересування у просторі (д.-рус. по морямъ, по полямъ). У сучасній мові форми прийменникового (місцевого) відмінка з прийменником по вживаються рідко (по окончанию, по прошествии)[2].

### Англійська мова
- Давні форми множини been, kine, eyen, housen змінилися на сучасні із закінченням -s (bees, cows, eyes, houses): за аналогією до первісно нечисленної лексичної групи. Архаїчний спосіб утворення множини зараз зберігається у небагатьох слів (man — men, woman — women, goose — geese, foot — feet, mouse — mice, louse — lice).
- Слово iland («острів»), яке походить від середньоанглійського iland, yland, ylond і давн-англ. īġland, īeġland, ēaland, починаючи з XVII ст. пишуть як island: за аналогією до isle (який походить через старофр. isle від лат. insula).